# Lhommeia bleusei
Lhommeia bleusei là một loài bướm đêm trong họ Geometridae.